# Sarah Jarosz
Sarah Jarosz (23 maggio 1991) è una cantante statunitense.

## Biografia
Il suo primo album, Song Up in Her Head, è stato pubblicato nel 2009 e il brano Mansinneedof è stato nominato per un Grammy Award nella categoria Best Country Instrumental Performance. Il suo secondo album, Follow Me Down, pubblicato nel 2011, ha ricevuto una nomination come Song of the Year dagli Honors and Awards 2012 dell'American Music Association. Il suo terzo album, Build Me Up from Bones, è stato pubblicato il 24 settembre 2013 dalla Sugar Hill Records. Build Me Up from Bones è stato nominato per il miglior album folk alla 56ª edizione dei Grammy Awards e la sua title track è stata nominata per la migliore canzone delle radici americane. Nel 2016 Jarosz ha pubblicato il suo quarto album, Undercurrent. L'album ha vinto due Grammy Awards (Best Folk Album e Best American Roots Performance per la canzone House of Mercy).
Il 5 giugno 2020 ha pubblicato l'album World on the Ground, il suo primo album da solista in quattro anni. È stato nominato per due Grammy Awards (Best American Roots Song e Best Americana Album) con Jarosz che ha vinto nella categoria Best Americana Album.

## Discografia
- 2009 - Song Up in Her Head
- 2011 - Follow Me Down
- 2013 - Live at the Troubadour (EP)
- 2013 - Build Me Up from Bones
- 2016 - Undercurrent
- 2020 - World on the Ground
- 2021 - Blue Heron Suite